# Bökény (keresztnév)
A Bökény török → magyar eredetű férfinév, a bük szó származéka, jelentése: erdőcske.

## Gyakorisága
Az 1990-es években szórványos név, a 2000-es években nem szerepel a 100 leggyakoribb férfinév között.

## Névnapok
- december 29.[2]